# Don't Go Away Mad (Just Go Away)
«Don't Go Away Mad (Just Go Away)» es una canción de la banda estadounidense de glam metal Mötley Crüe de su álbum de 1989 Dr. Feelgood. Lanzada en 1990 como el cuarto sencillo del álbum, alcanzó el #19 en el Billboard Hot 100 y #13 en las tablas de Mainstream rock tracks.
El bajista Nikki Sixx dijo a Rolling Stone: "Vi esa línea en una película en alguna parte, no puedo recordar qué película. Pense, 'Gran idea para una canción". Una pequeña lengua en la mejilla. Un poco de sarcasmo allí. El vocalista Vince Neil agregó: "Eso es una gran canción. Hemos estado tocando durante años. Me gusta tocar la guitarra y cantar esa canción. Es una especie de canción para sentirse bien. Cuando la canción llega, a todo el mundo quiere cantar junto con usted". Esta canción también contiene referencias líricas del sencillo de 1984 "Too Young to Fall in Love".

## Personal
- Vince Neil - voz principal, guitarra rítmica
- Mick Mars - guitarra solista, coros
- Nikki Sixx - bajo, coros
- Tommy Lee - batería, coros